# Göteborg City Arena

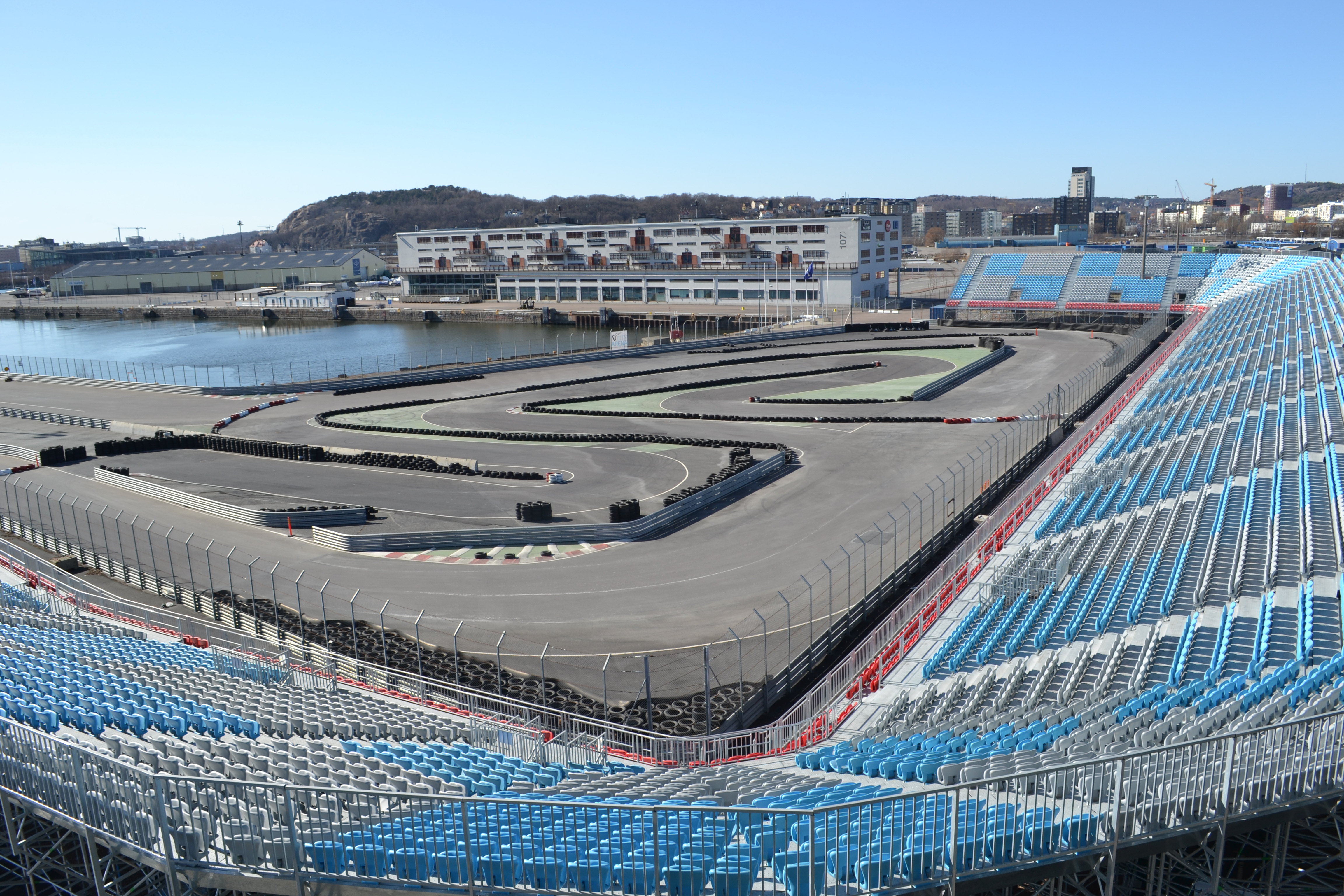
Bild från läktaren med den närmaste delen ombyggd till Gocartbana.

Göteborg City Arena var en 1,65 kilometer lång temporär racerbana och den enda stadsbanan i Sverige. Banan, som invigdes 2008, ligger på Frihamnspiren i Göteborg och stod som värd för en tävlingshelg i Swedish Touring Car Championship/Scandinavian Touring Car Championship mellan år 2008 och 2011. Till år 2012 tog TTA – Elitserien i Racing över evenemanget, som går under namnet Göteborg City Race.
STCC-evenemanget på banan kallades "Eco Drive Arena", på grund av att man satsade på miljövänligt bränsle, vilket alla bilar[källa behövs] körde med under tävlingshelgen. Man hade cirka 30 000 läktarplatser, vilka fylldes redan under den första säsongen, då man hade upp emot 40 000 åskådare. 2014 var sista året med STCC-tävling på Göteborg City Arena då kontraktet för banan upphörde och Göteborgs kommun har beslutat att bygga bostäder på området. Anläggningen revs under våren 2015. En ny bana planeras på annan plats för säsongen 2016.
[uppföljning saknas]

## Banan
Banan var 1,65 kilometer lång, med sin längsta raksträcka på 650 meter. Den hade två hårnålskurvor, en i varje ända av banan, vilka sades vara baserade på hårnålarna på Hockenheimring. Banan var ganska bred för att vara en stadsbana, vilket gav goda omkörningsmöjligheter. Till säsongen 2012 byggdes den första kurvkombinationen om, för att skapa fler omkörningsmöjligheter.